# Salome Lang
Salome Lang (* 18. November 1997 in Basel) ist eine ehemalige Schweizer Leichtathletin, die auf den Hochsprung spezialisiert war und Inhaberin des Landesrekordes ist.

## Sportliche Laufbahn
Erste internationale Erfahrungen sammelte Salome Lang beim Olympischen Festival der Europäischen Jugend (EYOF) in Utrecht, bei dem sie mit übersprungenen 1,72 m den siebten Platz belegte. Im Jahr darauf startete sie bei den Olympischen Jugendspielen in Nanjing und erreichte dort mit 1,73 m Rang fünf im B-Final. 2015 belegte sie bei den Junioreneuropameisterschaften in Eskilstuna mit 1,79 m den siebten Platz, und auch bei den U20-Weltmeisterschaften in Bydgoszcz wurde sie mit einer Höhe von 1,83 m Siebte. 2017 klassierte sie sich bei den U23-Europameisterschaften in Bydgoszcz mit 1,86 m auf Rang vier, und 2019 schied sie bei den Halleneuropameisterschaften in Glasgow mit 1,85 m in der Qualifikation aus, ehe sie bei den U23-Europameisterschaften in Bydgoszcz mit 1,80 m Rang elf belegte. 2020 stellte sie in St. Gallen mit 1,94 m einen neuen Schweizer Hallenrekord auf, und 2021 schied sie bei den Halleneuropameisterschaften in Toruń mit 1,87 m in der Vorrunde aus.
An der Mannschafts-EM in Cluj Ende Juni 2021 verbesserte Lang den Schweizer Rekord auf 1,96 m. Sie übertraf dabei den Rekord von Sieglinde Cadusch aus dem Jahr 1995 um einen Zentimeter. Zudem erfüllte sie damit die Olympialimite. Eine Woche später steigerte Lang den Rekord an den Schweizer Meisterschaften in Langenthal erneut um einen Zentimeter auf 1,97 m. Sie belegte damit in der Jahresweltbestenliste den fünften Rang. Bei den Olympischen Spielen in Tokio schied sie hingegen in der Qualifikation aus. Sie übersprang die Höhen von 1,82 m und 1,86 m jeweils im ersten Versuch, scheiterte dann aber dreimal an der Höhe von 1,90 m. Sie wurde am Ende 23.
Nach diesem Höhenflug musste sie wegen Verletzungen fast zwei Jahre pausieren. Sie musste sich unter anderem zwei Rückenoperationen unterziehen. Im Mai 2023 gab sie am Basler Frühlingsmeeting ihr Comeback und übersprang gleich wieder 1,87 m. Bereits Ende Juli musste sie die Saison aber aus «medizinischen Gründen» wieder abbrechen. 2024 gab Lang ihr Comeback. Sie war verletzungsfrei durch das Wintertraining gekommen und gewann im Februar in St. Gallen mit 1,90 m die Schweizer Hallenmeisterschaften. Im Juni verpasste sie bei den Europameisterschaften in Rom mit 1,81 m den Finaleinzug.
In den Jahren 2014 und 2015, 2017, 2019, 2020 und 2024 wurde Lang Schweizer Meisterin im Hochsprung im Freien sowie 2016, von 2019 bis 2021 und 2024 auch in der Halle.
Ende Saison 2024 trat Lang aufgrund wiederkehrender körperlicher Beschwerden vom Spitzensport zurück. Ihren letzten internationalen Wettkampf bestritt sie beim Leichtathletik-Meeting in Zürich Anfang September 2024.